# Porcelanosa Grupo
Porcelanosa Grupo je španělská společnost zabývající se keramikou a obkládáním se specializací na koupelnový nábytek, doplňky a obklady. Byla založena v roce 1973 ve Villarrealu. Má mnoho poboček mj. ve Španělsku, Velké Británii, USA, Itálii, Mexiku a Francii.

## Historie
V roce 1973 společnost začala výrobu keramických dlaždic a obkladů v budovách ve Villareal, které měly 25 000m² a tým 98 zaměstnanců. O 14 let později snahy společnosti se rozšířit a sjednotit vedly ke vzniku firmy Venis. Společně s ní, podnik Gamadecor začal nabízet kuchyňský a koupelnový nábytek.
Tyto 2 nové podniky byly brzo následovány dalšími společnostmi:
- Systempool, podnik založený v roce 1993, rozšířil řady produktů o vany, sprchové kouty a zástěny, sauny, SPA a hydromasážní systémy.
- L’antic Colonial – vznik v roce 1999, podnik se soustředí na přírodní materiály (dřevo, kámen, terakota), které se používají k nástěnnému a podlahovému krytí.
- Butech – firma založená v roce 2001, nabízí solární panely a high-tech zvukové izolační materiály.
- Noken – podnik, který vstoupil na trh v téměř stejnou dobu jako Butech, doplňuje rozsah zboží svým důmyslným a vhodným designem souprav kohoutů, sanitární keramiky, koupelnového nábytku, radiátorů a příslušenství (zrcadla, háčky, světla a koupelnove doplniki).
- Ceranco – vznik firmy v roce 2004, tento podnik nabízí keramické dlaždice.
- Porcelanosa Ceramica – firma na obklady, dlažby do koupelen a kuchyní.

## Showroomy
Společnost má showroomy v New Yorku, Londýně, ve skotském Braeheadu, Warringtonu nebo Manchesteru. 
V květnu 2008 byl otevřen první showroom společnosti v Praze.